# 藤原賴嗣
藤原賴嗣（日语：／ Fujiwara no Yoritsugu，1239年12月17日—1256年10月14日），又名九條賴嗣，日本鎌倉幕府第五代征夷大將軍。

## 生平
又名九條賴嗣，九條家出自藤原北家。攝家將軍藤原賴經之子、母親為藤原親能之女大宮殿。妻為執權北條經時之妹檜皮姬。
寬元2年（1244年），父藤原（九條）賴經退位隱居，6歳的賴嗣被奉為征夷大將軍，而賴經仍逗留在鎌倉。其後名越光時等以藤原賴經為反北條氏勢力的中心，被北條氏察覺後在建長3年（1251年）送還到京都。翌年藤原賴嗣也被解除將軍之職，送回京都。
藤原（九條）賴經及藤原（九條）賴嗣二代被稱為攝家將軍。

## 官職位階履歷
寬元2年（1244年）4月21日元服。4月28日任為從五位上右近衛少將、征夷大將軍宣下。8月25日升任正五位下。
寬元3年（1245年）1月13日兼任美濃權介。
寬元4年（1246年）11月23日升任為從四位下右近衛少將及美濃權介。
寶治2年（1248年）8月25日升任為從四位上右近衛少將及美濃權介。
建長元年（1249年）1月23日升任為正四位下右近衛少將及美濃權介。6月14日轉任左近衛中將。
建長2年（1250年）1月13日兼任美濃權守。
建長3年（1251年）6月13日升任為從三位左近衛中將。
建長4年（1252年）2月20日辭任征夷大將軍。3月回京都。
| 藤原賴嗣        |                                        |                 |
| 军职            |                                        |                 |
| 前任： 藤原賴經 | 征夷大將軍 1244年6月5日－1252年3月31日 | 繼任： 宗尊親王 |